# Rodolfo Manzo
Rodulfo Manzo (5 czerwca 1949 w San Vicente de Cañete) – piłkarz peruwiański grający podczas kariery na pozycji obrońcy.

## Kariera klubowa
Rodulfo Manzo karierę piłkarską rozpoczął w 1968 roku w klubie Defensor Lima, z którym w 1973 zdobył mistrzostwo Peru.
W Defensor Lima grał do 1976 roku, gdy odszedł do lokalnego rywala Municipalu. W Municipalu występował do 1983. W międzyczasie zaliczył krótki epizod w argentyńskim Vélez Sarsfield oraz jeden sezon w ekwadorskim Emelec. Piłkarską karierę zakończył w 1986 w małym klubie Juventud La Palma Huacho jako grający trener.

## Kariera reprezentacyjna
W reprezentacji Peru Manzo zadebiutował 29 marca 1972 w zremisowanym 0-0 towarzyskim meczu z Kolumbią.
W 1978 został uczestniczył w Mistrzostwach Świata. Na turnieju w Argentynie Peru odpadło w drugiej fazie grupowej, a Manzo wystąpił we wszystkich sześciu meczach: ze Szkocją, Holandią i Iranem w pierwszej fazie grupowej oraz w drugiej fazie z Brazylią, Polską i Argentyną, który był jego ostatnim meczem w reprezentacji
Od 29 marca 1972 do 21 czerwca 1978 Manzo rozegrał w reprezentacji Peru 22 spotkania.